# Paola Onofri
Paola Onofri (Roma, 18 dicembre 1962) è un'attrice italiana.

## Biografia
Debutta nel mondo dello spettaccolo partecipando con la fascia di Miss Lazio a Miss Italia 1981. Il concorso di bellezza le apre le porte del cinema dove nel 1984 raggiunge grande popolarità grazie al film Windsurf - Il vento nelle mani di Claudio Risi, con Philippe Leroy, e al film campione di incassi I due carabinieri di Carlo Verdone, con lo stesso Verdone, Enrico Montesano e Massimo Boldi. Successivamente prende parte a diverse pellicole come I pompieri e Casa mia, casa mia..., entrambi diretti da Neri Parenti, e Puro cashmere, di Biagio Proietti. Nello stesso periodo è inoltre protagonista sul piccolo schermo di numerosi sceneggiati e serie tv come Symphonie (1986), Segreto di Famiglia (1987), Helena (1987) e I pianoforti di Berlino (1988). Per tutti gli anni '80 è inoltre presente in tv in veste di conduttrice e animatrice di diverse trasmissioni Rai come Porto matto, Improvvisando e Carnevale. Nella stagione 1991-1992 passa a Telemontecarlo dove conduce il programma TM Sea - Il Pianeta Mare. Negli stessi anni appare in diversi spot pubblicitari come testimonial dei Baci perugina, Mon Cherì Ferrero, Divani&Divani, e per la birra con Renzo Arbore,
Negli anni '90 e primi anni 2000 lavora prevalentemente in tv come attrice in sitcom come Nonno Felice e Norma e Felice, al fianco di Gino Bramieri, I misteri di Cascina Vianello con Raimondo Vianello e Sandra Mondaini, ed è protagonista di puntata in Finalmente Soli, con Gerry Scotti, Il Mammo, con Enzo Iacchetti, Casa Vianello, con la coppia Mondaini-Vianello, e Fratelli Benvenuti con Massimo Boldi. Nel 1999 appare inoltre alcune puntate della prima stagione della soap opera di Canale 5 Vivere. Successivamente si dedica al teatro recitando nella tragedia Riccardo III di William Shakespeare,  e in Qualcuno volò sul nido del cuculo, per la regia di Danilo Ghezzi nelle stagioni 2003-2005. Dopo una lunga assenza dal cinema, durata circa un decennio, è tornata sul grande schermo nel 2007 con il film Notte prima degli esami - Oggi, al fianco di Giorgio Panariello. Successivamente ha recitato nelle pellicole Mia figlia si sposa, di Florinda Martucciello (2016) e 100 milioni di bracciate, di Donatella Cervi (2017).

## Filmografia

### Cinema

Paola Onofri tra Enrico Montesano e Carlo Verdone ne I due carabinieri (1984)

Paola Onofri e Renato Pozzetto in Casa mia, casa mia... (1988)

- I due carabinieri, regia di Carlo Verdone (1984)
- Windsurf - Il vento nelle mani, regia di Claudio Risi (1984)
- I pompieri, regia di Neri Parenti (1985)
- Puro cashmere, regia di Biagio Proietti (1986)
- Remake, regia di Ansano Giannarelli (1987)
- Casa mia, casa mia..., regia di Neri Parenti (1988)
- Io, tu e tua sorella, regia di Salvatore Porzo (1997)
- Notte prima degli esami - Oggi, regia di Fausto Brizzi (2007)
- Mia figlia si sposa, regia di Florinda Martucciello (2016)
- 100 milioni di bracciate, regia di Donatella Cervi (2017)

### Televisione
- Symphonie, regia di Jean-Pierre Desagnat - serie Tv (1986)
- Segreto di Famiglia, regia di Vittorio Barino, miniserie Tv (1987)
- Helena, regia di Vittorio De Sisti - serie Tv (1987)
- I pianoforti di Berlino, regia di Philippe Lefebvre - miniserie Tv (1988)
- Le mele marce, regia di Raffaele Festa Campanile - film Tv (1992)
- A rischio d'amore, regia di Vittorio Nevano - film Tv (1994)
- Nonno Felice, regia di Giancarlo Nicotra - sitcom, 17 episodi (1993-1995)
- Norma e Felice, regia di Giancarlo Nicotra e Beppe Recchia - sitcom, episodi 1x01, 1x11, 1x19 (1995-1996)
- I misteri di Cascina Vianello, regia di Gianfrancesco Lazotti - miniserie Tv, episodio 1x02 (1997)
- Vivere, registi vari - soap opera (1999)
- Finalmente Soli, regia di Francesco Vicario - sitcom, episodio 03x12 (2001)
- Casa Vianello, regia di Francesco Vicario - sitcom, episodio 12x07 (2003)
- Il Mammo, regia di Maurizio Simonetti - sitcom, episodio 04x01 (2004)
- Fratelli Benvenuti, regia di Paolo Costella - sitcom, episodio 1x04 (2010)

## Programmi Tv
- Miss Italia (Rete 1, 1981) concorrente
- Concertone (Rai 3, 1983-1985)
- Porto Matto (Rai 1, 1987)
- Improvvisando (Rai 2, 1987)
- Carnevale (Rai 1, 1988)
- TM Sea - Il Pianeta Mare (Telemontecarlo, 1991-1992)

## Teatro
- La tragedia di Riccardo III (2003)
- Qualcuno volò sul nido del cuculo (2003-2005)

## Pubblicità
- Mon Cherì Ferrero (1985)
- Birra...e sai cosa bevi (1985)
- Divani&Divani (1988)
- Baci Perugina (1989)